# 仪耘小学
仪耘小学是中国安徽省黄山市歙县的一座乡村小学，位于许村镇。1927年由前两淮盐运使许家泽（1872－1931）创办。校舍占地三亩，首任校长为其长子许恪士博士(1896—1967)。最初有教师1人，学生18人。至1949年发展到教员8人, 学生100余人。
仪耘小学公布为歙县文物保护单位。

## 校训
“学做好人”

## 校友
- 许根俊，中国科学院院士